# Gin-tonik
A gin-tonik egy highball koktél, amelyet úgy készítenek, hogy nagy mennyiségű jégre gint és tonikot öntenek. A gin és a tonik aránya ízlés szerint változó, függhet a gin erősségétől és a többi hozzávaló használatától. A legtöbb recept 1:1 és 1:3 közötti arányt ajánl. 

## Története
A gin-tonik koktélt az indiai Brit Kelet-indiai Társaság vezette be. Indiában és más trópusi régiókban a malária tartós probléma volt. Az 1700-as években George Cleghron skót orvos azt tanulmányozta, hogy a kinint, a malária hagyományos gyógymódját hogyan lehet felhasználni a betegség megelőzésére. A kinint tonikként itták, azonban ennek önmagában keserű és kellemetlen íze volt. A 19. század elején Indiában tartózkodó brit tisztek víz, cukor, lime és gin keveréket adtak hozzá a kininhez annak érdekében, hogy az ital ízletesebb legyen. Így született meg a gin-tonik. Az indiai katonák később ezt a “védőitalt” kapták, amelynek immár édes, finom íze volt.

## Névvariációk
Néhány országban, például az Egyesült Királyságban, a gin-tonikot előkeverve, kis adagos dobozokban is forgalmazzák. Az USA-ban a legtöbb bárban szódavizet, vagy más üdítőt adnak a ginhez, azonban ez nem hasonlít a kinin tartalmú tonikok ízéhez. A szlengben sokszor GT-nek (dzsí-tí) hívják, Európaszerte gin-tonikként említik. A japán nyelvben ジ ン ・ ト ニ ッ ク, azaz “jin tonikku” néven kérhetjük a vendéglátóhelyeken.[forrás?]
Létezik egy olyan változata, amelyben a gin helyett borovicska van. Az így készült borovicska-tonik keveréket “botox”-nak becézik (borovicska-tonik-mix).

## Díszítés
Jellemzően borókabogyóval és citrusokkal dekorálják. A lime karikát vagy más citrusokat gyakran kissé az italba préselik, mielőtt a pohárba helyeznék. A világ legnagyobb részén a lime az egyetlen dekoráció. A gin-tonikot „fűszerezni” is szokták olyan növényekkel, amelyeket a gin készítésekor is felhasználnak, így kiemelik annak ízét. Ilyen gin-fűszerek lehetnek a borókabogyó, szegfűbors, kardamom, fahéj, csillagánizs, narancskarika, rózsabors, chili, gyömbér stb. Ezeket kis mennyiségben az ital elkészítésének a végén, (a jég, gin és tonik hozzáadása után) teszik az ital tetejére.